# 세페이드 변광성

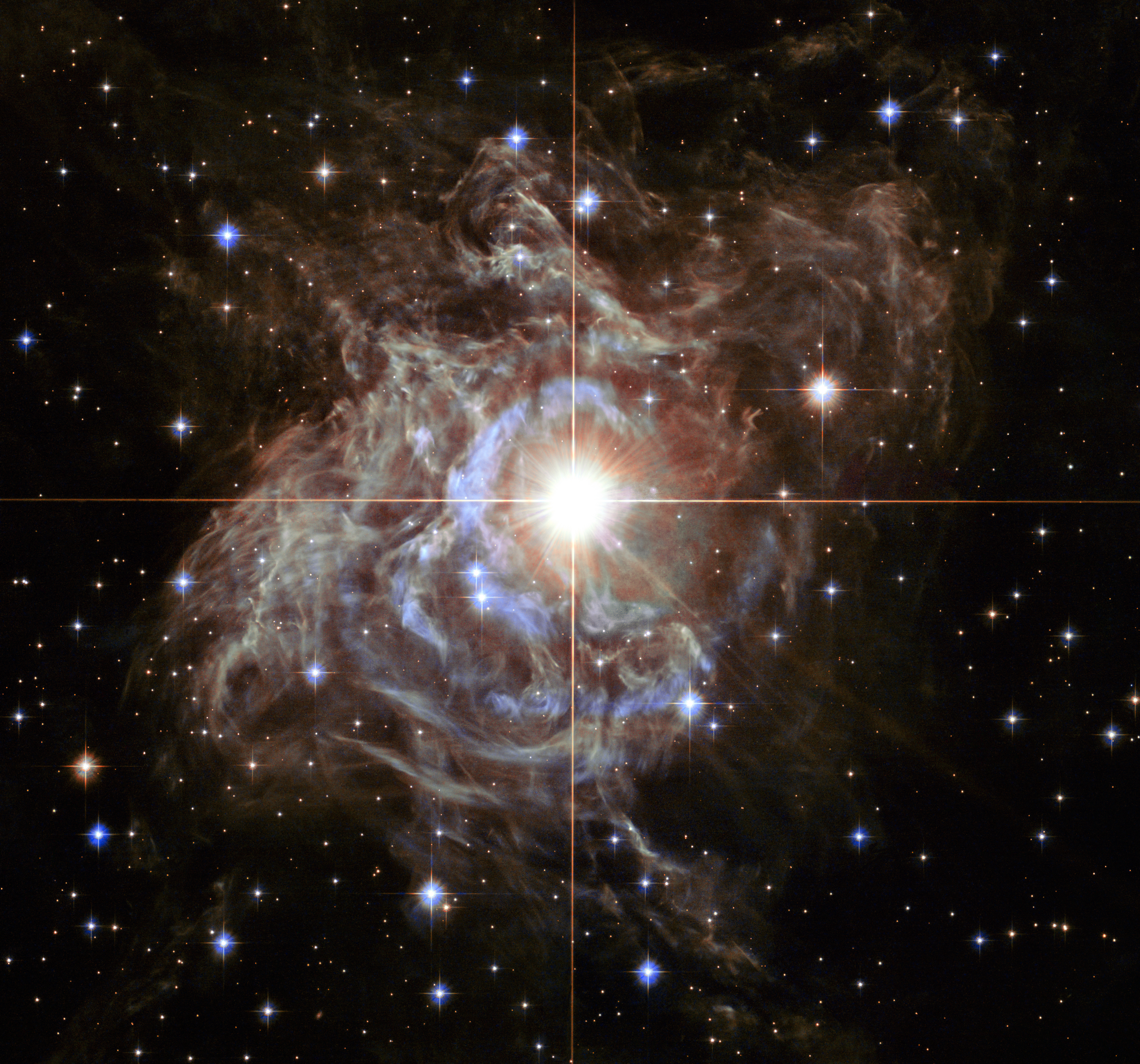
고물자리 RS

세페이드 변광성은 변광성의 특정 유형으로서 이들의 변광 주기와 광도 사이의 정확한 관계성으로 유명하다.

## 원형 별
같은 이름을 쓰는 동시에 세페이드 변광성을 대표하는 원형별은 세페우스자리 델타이며, 1784년 존 구드릭이 이 별이 변광성임을 발견했다.

## 명칭
세페이드, 케페우스형 변광성, 성단형 변광성 등으로도 불린다.

## 거리의 신뢰도
이러한 상호 관계 때문에(헨리에타 스완 리빗이 1908년 발견하고 언급했으며, 1912년 수학 공식의 형태로 정리하였다.)세페이드 변광성은 지구에서 해당 변광성이 있는 성단이나 은하까지의 거리를 산출하는, 표준 광원으로서 사용된다. 지구에서 가장 가까운 세페이드 변광성들을 이용하여 주기-광도 관계를 매우 정확하게 계산할 수 있기 때문에, 이 방법을 이용하여 산출된 거리값은 현재 가능한 방법들을 통해 얻을 수 있는 결과물 중 가장 신뢰도가 높다.

## 물리적 특징
세페이드는 보통 항성종족 I에 속하는 황색 거성으로, 수축과 팽창을 통해 밝기가 주기적으로 변한다. 세페이드 변광성들의 광도는 태양의 103 ~ 104배이다. 세페이드들이 항성종족 I에 속하기 때문에 이들은 가끔 I형 세페이드로 불린다. 태양의 4 ~ 20배 정도 질량을 가지고 있다. 반면 항성종족 II에 속한 처녀자리 W형 변광성들은 II형 세페이드로 불린다. 질량은 태양의 절반 정도이다.
세페이드 변광성의 밝기 변화 주기는 짧게는 1일에서 길게는 50일까지 다양하다. 개개의 별들 사이에 약간의 차이는 있지만, 대다수의 세페이드 변광성은 빠른 속도로 밝아졌다가 천천히 어두워진다.
광도의 변화는 항성 대기에 있는 헬륨이 이온화되기 때문에 일어나며, 이에 이어 항성 대기의 팽창과 탈이온화가 진행된다. 이온화가 되는 과정에서 항성의 대기는 빛에 대하여 더욱 불투명해진다. 이 이온화-탈이온화 주기는 해당 항성의 동역학적 시간척도와 일치하므로 그 별의 광도에 대한 자료와 마찬가지로 평균 밀도에 관한 정보도 제공한다.

## 표준 광원으로서의 쓰임
세페이드 변광성의 광도와 변광 주기 사이의 관계는 매우 정확하다. 세페이드 변광성은 1세기에 걸쳐 표준 광원으로 사용되어 왔고, 외부은하 거리척도의 일익을 담당하고 있다. 주기-광도 관계는 1912년 헨리에타 스완 리빗이 발견했다. 그녀는 수백 개에 이르는 세페이드 변광성의 광도를 측정했고 여기서 독특한 주기-광도 관계를 발견했다. 3일 주기를 갖는 세페이드의 광도는 태양의 800배이다. 30일 주기를 갖는 세페이드의 광도는 태양의 1만 배이다.
지구에 가까우면서 거리를 정확하게 알고 있는 세페이드 변광성들을 통해 그 세페이드 변광성이 있는 은하까지의 거리를 측정할 수 있다. 매우 밝은데다 거리를 정확하게 알 수 있기 때문에, 세페이드 변광성들은 외부 은하 혹은 성단까지의 거리를 재는 데 사용되는, 이상적인 표준광원의 역할을 하고 있다. 물론 우리는 어떤 세페이드 변광성의 정확한 위치를 모르기 때문에 약간의 오차는 존재할 수 있다. 이 오차는 관측 결과에 크게 영향을 줄 정도는 아니다.
상대적으로 매우 밝기 때문에 세페이드 변광성들은 매우 먼 곳에서도 보인다. 에드윈 허블은 안드로메다 은하에 있는 세페이드 몇 개를 처음으로 찾아냈으며, '외부은하'의 존재를 입증했다(이 당시만 해도 외부은하에 대한 개념은 존재하지 않았다). 최근 허블 우주 망원경은 6천만 광년 떨어진 처녀자리 은하단에 있는 세페이드 항성 여럿을 발견하는 데 성공했다.

## 주기-광도 관계
I형 세페이드 변광성들의 주기 {\displaystyle P}와 절대 등급 {\displaystyle M_{v}} 사이의 관계는 20세기 많은 천문학자들의 관측에 의해 경험적으로 얻은 결과이다. 천문학자들은 다른 수단으로 거리를 알아 낸 세페이드 항성들로부터 얻은 자료들을 통해서 이 관계성을 측정하고 있다. 1913년 헤르츠스프룽이 처음으로 주기-광도 관계 계산을 시도했으나, 우주 먼지에 대해 고려하지 않았기 때문에 그가 구한 값은 매우 부정확했다. 이후 1968년 앨런 샌데이지와 구스타브 탐맨의 새로운 계산으로 주기-광도 관계값이 갱신되었다.
1997년 마이클 피스트와 로빈 캐치폴이 더욱 정확한 계산값을 내놓았다. 히파르코스 위성의 자료를 통해, 피스트와 캐치폴은 삼각시차를 이용하여 많은 외부은하의 세페이드 변광성까지의 거리를 계산했다. 이를 통해 나온 주기-광도 관계식은 다음과 같다.
{\displaystyle M_{v}=-2.81\log(P)-(1.43\pm 0.1)\,}
여기서 {\displaystyle P}는 일(날)로 계산한다.

## 기타 특이점
- 일부 세페이드 별들(예 : 폴라리스)은 수십 년에 걸쳐 맥동 진폭이 감소해 왔으며, 지금은 거의 일정하다.
- 2008년 천문학자들은 세페이드 항성 고물자리 RS까지의 거리를, 항성을 둘러싸고 있는 거대한 성운에 반사된 빛을 이용하여 정확하게 쟀다고 발표했다.[9]

## 예시
광도가 어느 정도 되며, 광도의 진폭이 커서 맨눈으로도 쉽게 변화를 감지할 수 있는 세페이드로는 독수리자리 에타, 쌍둥이자리 제타, 황새치자리 베타, 세페우스자리 델타(이 별은 세페이드 변광성의 원형별이기도 하다)가 있다.

## 같이 보기
- 중요한 변광성 목록
- 불안정띠
- 허블 상수
- 거문고자리 RR형 변광성
- 처녀자리 W형 변광성

## 참고 문헌
- SEDS: 변광성

1. ↑  Leavitt, Henrietta S. "1777 Variables in the Magellanic Clouds". Annals of Harvard College Observatory. LX(IV) (1908) 87-110.
2. ↑  Miss Leavitt in Pickering, Edward C. "Periods of 25 Variable Stars in the Small Magellanic Cloud". Harvard College Observatory Circular 173 (1912) 1-3.
3. ↑  Turner, David G. (1996). “The Progenitors of Classical Cepheid Variables”. 《Journal of the Royal Astronomical Society of Canada》.
4. ↑  두산 엔싸이버. “엔싸이버: 세페이드 변광성”. 2009년 3월 30일에 확인함.[깨진 링크(과거 내용 찾기)]
5. ↑  Hertzsprung, Ejnar. "Uber die raumliche Verteilung der Verlandlichen vom Delta Cephei – typus". Astronomische Nachrichten. 196 (1913) 201-210.
6. ↑  Sandage, Allan & Gustav A. Tammann. " A composite period-luminosity relation for Cepheids at mean and maximum light". Astrophysical Journal. 151 (1968) 531-545.
7. ↑  Feast, Michael W. & Robin M. Catchpole. "The Cepheid period-luminosity zero-point from Hipparcos trigonometrical parallaxes". Monthly Notices of the Royal Astronomical Society. 286 (1997) L 1-5.
8. ↑  Allen, Nick. "The Cepheid Distance Scale: A History". Aug 2005. http://www.institute-of-brilliant-failures.com 보관됨 2010-10-09 - 웨이백 머신.
9. ↑  Kervella, Pierre: Light echoes whisper the distance to a starhttp://www.eso.org/public/outreach/press-rel/pr-2008/pr-05-08.html 보관됨 2009-08-07 - 웨이백 머신